# Henrique Mecking
Henrique Mecking (parfois Enrique Mecking) est un joueur d'échecs brésilien né le 23 janvier 1952 à Santa Cruz do Sul au Brésil, grand maître international depuis 1972, qui fut numéro trois mondial en 1978.

## Carrière

### Champion du Brésil à 13 ans (1965)

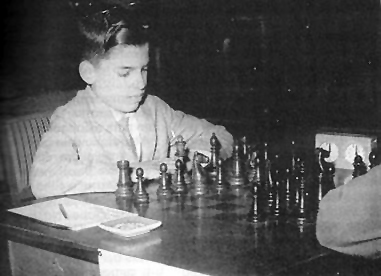
Henrique Mecking à 12 ans en 1964

Henrike Mecking a appris les échecs à 6 ans. Il remporte le championnat de l'état à l'âge de 11 ans. En 1965, alors qu'il vient d'avoir 13 ans, il remporte le championnat national, laissant le second à 2,5 points. Après cette victoire, de nombreux commentateurs le nomment le nouveau Fischer, en référence à la victoire en championnat national de l'Américain à 14 ans. Mecking est à nouveau champion en 1967. Toujours en 1967, il remporte le tournoi zonal et participe au tournoi interzonal de Sousse en 1967.

### Grand maître à 19 ans (1972)
Mecking obtient sa dernière norme de grand maître international en 1972, juste avant ses 20 ans, après sa victoire à Vrsac et sa 3e place au tournoi de Hastings 1971-1972 (derrière Anatoli Karpov et Viktor Kortchnoï), devenant le plus jeune grand maître international en 1972.
En 1968 et 1974, Mecking disputa l'olympiade d'échecs au premier échiquier de l'équipe du Brésil.

### Vainqueur des tournois interzonaux (1973 et 1976)
Mecking remporte à nouveau le tournoi zonal en 1972. Il finit premier du tournoi interzonal en 1973 à Petropolis (sans aucune défaite) et en 1976 à Manille (seulement défait par Boris Spassky).
À la suite de ses victoires en interzonal, il se qualifia pour les quarts de finale des matchs des candidats en 1974 (éliminé par Kortchnoï) et en 1977 (éliminé par Lev Polougaïevski).

### Numéro trois mondial (1978)
Ses succès propulsèrent Mecking à la quatrième place du classement Elo de la Fédération internationale des échecs de janvier 1977, puis à la troisième place de celui de janvier 1978, à égalité avec Lajos Portisch, derrière Anatoli Karpov et Kortchnoï.

### Interruption de la carrière (1979-1990)

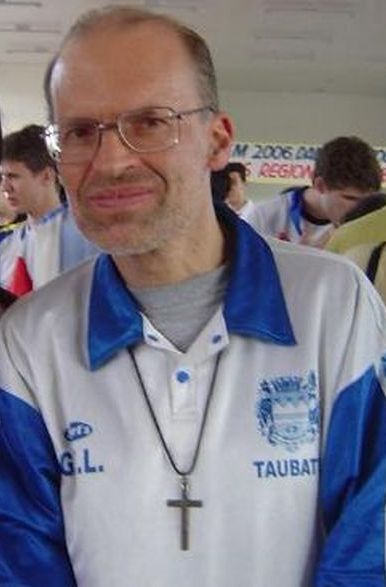
Henrique Mecking en 2006

En 1979, Mecking tenta une troisième victoire consécutive au tournoi interzonal de Rio de Janeiro quand il fut contraint à l'abandon à la suite d'un accès de myasthénie qui faillit lui être fatale. Il interrompt sa carrière pour ne la reprendre que 12 ans plus tard, en 1991, sans toutefois accéder à nouveau à l'élite mondiale.

### Années 1990 et 2000
Dans les années 1990 et 2000, Mecking participa aux tournois zonaux de 1993 (20e), 1995 (3e) et 2005 (2e après départage), ainsi qu'à l'olympiade d'échecs de 2002 (au troisième échiquier) et à l'olympiade d'échecs de 2004 (au premier échiquier). En 2003 et 2013, il joua au premier échiquier du Brésil lors du championnat panaméricain par équipes, remportant deux médailles d'argent (individuelle et par équipe) en 2003 et deux médailles de bronze en 2013.

## Une partie
Fernando Visier Segovia (en)-Henrique Mecking, Las Palmas, 1975,
1. d4 Cf6 2. c4 e6 3. Cc3 Fb4 4. e3 c5 5. Fd3 Cc6 6. Cf3 Fxc3+ 7. bxc3 d6 8. e4 e5 9. d5 Ce7 10. Ch4 h6 11. f4 Cg6 12. Cxg6 fxg6 13. 0-0 0-0 14. f5 b5! 15. g4 bxc4 16. Fc2 Da5 17. Df3 gxf5 18. gxf5 Fd7 19. Rh1 Rh8 20. Tg1 Tab8 21. Dg2 Tf7 22. Dg6 Tbf8 23. Fxh6 gxh6 24. Dxh6+ Ch7 25. f6 Dxc3 26. Taf1 Tg8! 27. Txg8+ Rxg8 28. Tg1+ Rh8 29. Tg7 De1+ 30. Rg2 Fh3+!! 31. Rxh3 Df1+ 32. Rg3 Dg1+ 33. Rh3 Txg7 34. fxg7+ Rg8 35. De6+ Rxg7 36. De7+ Rh6 37. Dh4+ Rg6 38. Dg3+ Cg5+ 39. Rh4 De1! 40. Fb1 c3! 0-1.

## Sources
- Nicolas Giffard, Alain Biénabe, Le Guide des échecs. Traité complet, collection Bouquins, Robert Laffont, 1993,  (ISBN 2221059131)
- (en) B. Cafferty, A.J. Gilman, Chess with the masters, The Chess Player, Nottingham, 1977,   (ISBN 0 900928 95 6)